# Kościół św. Katarzyny w Potulicach
Kościół świętej Katarzyny w Potulicach – rzymskokatolicki kościół parafialny należący do parafii pod tym samym wezwaniem (dekanat rogoziński archidiecezji gnieźnieńskiej).
Obecna świątynia została wzniesiona w 1728 roku przez ówczesnego dziedzica wsi Samuela Aleksandra Biegańskiego, natomiast w 1778 roku budowla została zmodernizowana przez jego potomka – Franciszka. Kościół charakteryzuje się konstrukcją drewnianą, dach budowli jest pokryty gontem, na którego kalenicy znajduje się ośmiokątna wieżyczka na sygnaturkę. Od frontu jest umieszczona kwadratowa wieża zwieńczona barokowym dachem hełmowym z krzyżem. W 1856 roku do świątyni od strony północnej dostawiona została murowana kaplica grobowa Biegańskich. Wnętrze kościoła reprezentuje styl barokowy, ozdobą jest ołtarz główny w stylu rokokowym z około 1778 roku, w którym znajduje się obraz Wniebowzięcia Najświętszej Maryi Panny. W późnobarokowych ołtarzach bocznych są umieszczone olejne wizerunki św. Wawrzyńca oraz św. Katarzyny – patronki świątyni. Z pozostałych elementów wyposażenia można wyróżnić kamienną chrzcielnicę w stylu barokowym z 2. połowy XVII wieku oraz prospekt organowy z instrumentem wykonanym w 1725 roku..